# Sibir-Arena
Sibir-Arena (russisk: Сибирь-Арена) er en skøjtehal i Novosibirsk, Rusland. Hallen er beliggende på Obs venstre flodbred nær Okjabrskij-broen og Sportivnaja station.
Hallen er hjemmebane for ishockeyklubben HK Sibir Novosibirsk, der indtil 2023 havde spillet i Issportspalads Sibir.

## Historie
Opførelsen af arenaen begyndte den 22. august 2019. Ifølge de oprindelige planer skulle Sibir-Arena og G-Drive Arena i Omsk have været værter for U18-VM i ishockey 2023, som imidlertid blev flyttet til Canada. Arenaen skulle havde været færdigbygget i september 2022, men deadline blev rykket til december, og byggeriet blev endelig afsluttet den 30. december 2022.
De første kampe skulle have været spillet den 21. februar 2023 som en del af den traditionelle turnering dedikeret til Dagen for Fædrelandets Beskyttere, med man nøjedes med at teste areaens udstyr den dag.
Den officielle åbning af Sibir-Arena fandt sted den 13. august 2023, hvor Zhanet og DJ Smash optrådte. Der var endvidere en opvisningskamp mellem ungdomshold fra Hviderusland og Rusland.